# Marlene Favela
Silvia Marlene Favela Meraz (Durango, 5 de Agosto de 1976) é uma atriz mexicana. 

## Biografia
Desde pequena Marlene sonhava em ser famosa, e hoje dá graças à Deus por te-lo obtido. 
A atriz comentou que o caminho para a fama foi vertiginoso. “Eu fui ao México estudar Direito, e ali conheci um desenhista de moda e lá fui modelo por cinco anos, logo chamou-me a Televisa onde eu fui chamada para estudar atuação”.
Marlene entrou nos meios artísticos como modelo, e mais tarde entrou na equipe de artistas da Televisa, onde começou sua carreira como apresentadora principal do programa chamado Camarón que se Duerme. Tempo depois, começou a chamar a atenção por suas atuações no meio artístico. Daí em diante, começou a ser chamada para atuar em telenovelas como La casa en la playa, Carita de Ángel, La Intrusa, Entre el amor y el odio, e conseguiu ser protagonista em Gata Salvaje e Zorro: A Espada e a Rosa essa telenovela foi realizada em colaboração com a rede Telemundo, e junto a um notável elenco de atores como Christian Meier, Héctor Suárez Gomis e Harry Geithner, dos quais  interpretaram  papéis de peso ao lado de Marlene.
Em 2007, ela trabalhou junto a Lucía Méndez na telenovela Amor sin maquillaje comemorando os 50 anos das telenovelas no México. Trabalhou no filme Play Ball produzido na República Dominicana, do qual teve estreia em.
Em Hollywood ela teve papel no filme The Awakening (2011).
Marlene se considera na vida real uma gata bem selvagem, já que desde muito pequena foi de sua casa procurar seu sonho e isso individualmente o obteve. No teatro, teve seus primeiros trabalhos com atores consagrados, entre eles Helena Rojo e Julio Alemán (com quem atuou na peça Sueños de un Seductor y Sé infiel y no mires con quién). Também participou apresentadora de um programa de esportes radicais chamado Meridiano X.
Marlene foi protagonista da novela Los herederos del Monte ao lado do ator Mario Cimarro com que trabalhou anteriormente em Gata salvaje.
Em 2014 participou da 2ª temporada de El Señor de los Cielos. A atriz participaria de mais temporadas, porém preferiu outros projetos e ficou apenas nessa.
Em 2015 retorna à Televisa como vilã da novela Pasión y poder.

## Filmografia

### Telenovelas
| Ano       | Nome original              | Personagem                                  | Notas                          |
| --------- | -------------------------- | ------------------------------------------- | ------------------------------ |
| 2025      | Me atrevo a amarte         | Deborah Méndez de Monteiro / de Pérez-Soler | Antagonista Principal          |
| 2023-2024 | El maleficio               | Beatriz Almazán de Martino / de Montes      | Protagonista                   |
| 2023      | El amor invencible         | Columba Villarreal de Torrenegro            | Antagonista Principal          |
| 2021      | La desalmada               | Leticia Lagos Nava de Toscano               | Co-Protagonista                |
| 2019      | Por amar sin ley           | Mónica Almazan / Verónica                   | Antagonista / Atuação Especial |
| 2015-2016 | Pasión y poder             | Ernestina "Nina" Pérez de Montenegro        | Antagonista Principal          |
| 2014      | El Señor de los Cielos     | Victoria Narváez "La Gober"                 | Co-Protagonista                |
| 2012-2013 | El rostro de la venganza   | Alicia Ferrer / Eva Samaniego               | Antagonista Principal          |
| 2012      | Corazón apasionado         | Patricia Campos Miranda                     | Protagonista                   |
| 2011      | Los herederos del Monte    | Paula Del Monte                             | Protagonista                   |
| 2007      | Amor sin Maquillaje        | Josefina "Pina" Cárdenas                    | Protagonista                   |
| 2007      | Zorro, la espada y la rosa | Esmeralda Sánchez de Moncada                | Protagonista                   |
| 2005      | Contra viento y marea      | Natalia Ríos                                | Protagonista                   |
| 2004      | Rubi                       | Sonia Chavarría González                    | Antagonista                    |
| 2003      | Velo de novia              | Ángeles Villaseñor Del Moral                | Atuação Especial               |
| 2002-2003 | Gata Salvaje               | Rosaura Ríos Olivares                       | Protagonista                   |
| 2002      | Entre el amor y el odio    | Cecilia Amaral                              | Coadjuvante                    |
| 2001-2002 | Navidad sin Fin            | Cuquis Ibarra                               | Coadjuvante                    |
| 2001      | La Intrusa                 | Guadalupe Rojas                             | Coadjuvante                    |
| 2000      | La casa en la playa        | Malena Núñez                                | Coadjuvante                    |
| 2000      | Carita de Ángel            | Ámbar Ferrer                                | Coadjuvante                    |
| 1999      | Mujeres engañadas          | Leticia                                     |                                |
| 1999      | Por tu amor                | Monica                                      |                                |
| 1999      | DKDA: Sueños de juventud   | Gina                                        |                                |
| 1999      | Infierno en el paraíso     | Patricia                                    |                                |

### Cinema
| Ano  | Nome                     | Personagem |
| ---- | ------------------------ | ---------- |
| 2007 | Species IV: El despertar | Azura      |
| 2007 | Playball                 | Elena      |

### Teatro
- Sueños de un seductor
- Sé infiel y no mires conquién

## Prêmios e nomeações

### Prêmios ACE de Nova York
| Ano  | Categoria                 | Telenovela                 | Resultado |
| ---- | ------------------------- | -------------------------- | --------- |
| 2007 | Melhor atriz de televisão | Zorro, la espada y la rosa | Ganhadora |

### Prêmios El Heraldo de México
| Ano  | Categoria              | Telenovela | Resultado |
| ---- | ---------------------- | ---------- | --------- |
| 1999 | Melhor atriz revelação | La Intrusa | Nomeada   |